# Bockó
A Bockó (más néven Bocskó ukránul: Глибокий Потік [Hlibokij potyik]) patak Kárpátalján, az Apsica jobb oldali mellékvize. Hossza 18 km, vízgyűjtő területe 77,6 km². Esése 27 ‰.
Alsóapsán torkollik az Apsicába.

## Települések a folyó mentén
- Alsóapsa (Нижня Апша)
- Podisor (Подішор)
- Szorospatak (Глибокий Потік)